# 吊鷄林
吊鷄林，又寫為吊雞林，是臺灣高雄市燕巢區的一個傳統地域名稱，位於該區西部。相較於今日行政區，其範圍大致包括瓊林里南部、角宿里西北部凸出部分。
本地區境內主要聚落為吊雞林，設有安招國小。

## 歷史
台灣日治初期，吊雞林地區為一街庄，稱為「吊雞林庄」（舊制街庄），隸屬於觀音上里。該庄昔日西北、北及東北與瓊仔林庄為鄰，東與援巢右庄為鄰，南邊為滾水庄，西邊為大藔庄。
1901年（日治明治三十四年）11月11日，全台廢縣廳改設二十廳，該庄隸屬於鳳山廳。1904年（明治三十七年）5月3日，該庄編入「援巢中區」，隸屬於鳳山廳。1909年（明治四十二年）10月25日，全台合併二十廳為十二廳，援巢中區改隸屬於臺南廳。1920年（大正九年）10月1日，全台地方制度大改正，廢十二廳改設五州二廳，該庄改制為「吊雞林」大字，隸屬於高雄州高雄郡燕巢庄（新制街庄）。1924年（大正十三年）12月25日，高雄郡廢郡，燕巢庄改隸屬於岡山郡。
戰後燕巢庄改制為燕巢鄉，隸屬於高雄縣，大字亦改制為村。1950年（民國39年）10月1日，高、屏分治，燕巢鄉仍隸屬於高雄縣。2010年（民國99年）12月25日，高雄縣、市合併為直轄高雄市，燕巢鄉改制為燕巢區，村亦改制為里。

## 聚落
本地區發展較早的聚落為吊雞林，在日治初期的官方地圖上已有記載。

## 交通
國道1號又稱「中山高速公路」，是貫穿台灣西部的兩條縱向高速公路之一，經過本地區西部，並在市道186號交會處設有岡山交流道。由此可快速前往國道1號沿線各地。
市道186號是維新至大樹的道路，經過本地區吊雞林聚落南側。由該道路西行可前往岡山區、永安區東南部，並止於竹子港地區（今維新里）的省道台17線路口；東行可前往燕巢區燕巢市區、大社區、仁武區、大樹區等地。
區道高35線是瓊林至角宿的道路，經過本地區東北部。該道路在本地區的部分路段與市道186號共線。

## 學校
- 安招國小